# Gaspard van den Bosch
Gaspard van den Bosch (Den Bosch, 23 april 1577 - Kamerijk, 27 november 1667), ook bekend onder zijn Latijnse naam Gaspar(d) Nemius of zijn verfranste naam Gaspard Dubois, was een rooms-katholieke geestelijke. Hij was achtereenvolgens bisschop van Antwerpen en aartsbisschop van Kamerijk.
Van den Bosch werd in 1612 in Den Bosch tot priester gewijd. Hij gaf les aan de universiteit van Dowaai. In 1635 werd hij bisschop van Antwerpen. In 1649 werd hij aangeduid als aartsbisschop van Kamerijk maar het duurde tot 1651 eer hij effectief geïnstalleerd was.